# Kurumi Ichinohe
Kurumi Ichinohe (jap. 一戸くる実 Ichinohe Kurumi; ur. 20 czerwca 2004) – japońska skoczkini narciarska, reprezentantka klubu Chintai SC. Medalistka mistrzostw świata juniorów (2023 i 2024).
Jej ojciec, Tsuyoshi Ichinohe, również uprawiał skoki narciarskie.

## Przebieg kariery
W lutym 2021 w Lahti wystąpiła na mistrzostwach świata juniorów – indywidualnie była 35., a w konkursie drużynowym zajęła 4. pozycję. W lipcu 2021 w Kuopio zadebiutowała w FIS Cupie, plasując się na 4. i 5. pozycji. W tym samym miesiącu w tym samym miejscu, w ramach letniej edycji cyklu, po raz pierwszy wystąpiła w zawodach Pucharu Kontynentalnego – w pierwszym konkursie była 7., a w drugim stanęła na najniższym stopniu podium (3. lokata).
7 stycznia 2023 zadebiutowała w kwalifikacjach do konkursu Pucharu Świata. Została w nich zdyskwalifikowana za nieregulaminowy kombinezon. 13 stycznia 2023 po raz pierwszy wystąpiła w konkursie głównym cyklu, kończąc go na punktowanej 25. pozycji.

## Mistrzostwa świata juniorów
| Miejsce | Dzień     | Rok  | Miejscowość | Skocznia              | Punkt K | HS     | Konkurs      | Skok 1 | Skok 2 | Nota                  | Strata    | Zwyciężczyni         |
| ------- | --------- | ---- | ----------- | --------------------- | ------- | ------ | ------------ | ------ | ------ | --------------------- | --------- | -------------------- |
| 35.     | 11 lutego | 2021 | Lahti       | Salpausselkä          | K-90    | HS-100 | indywid.     | 73,5 m | –      | 67,9 pkt              | 171,1 pkt | Thea Minyan Bjørseth |
| 4.      | 12 lutego | 2021 | Lahti       | Salpausselkä          | K-90    | HS-100 | druż.        | 85,0 m | 84,5 m | 786,3 pkt (198,8 pkt) | 97,3 pkt  | Austria              |
| 4.      | 2 lutego  | 2023 | Whistler    | Whistler Olympic Park | K-95    | HS-104 | indywid.     | 89,5 m | 91,5 m | 212,5 pkt             | 48,2 pkt  | Alexandria Loutitt   |
| 1.      | 4 lutego  | 2023 | Whistler    | Whistler Olympic Park | K-95    | HS-104 | druż.        | 88,0 m | 95,5 m | 805,3 pkt (214,0 pkt) | –         | –                    |
| 2.      | 5 lutego  | 2023 | Whistler    | Whistler Olympic Park | K-95    | HS-104 | druż. miesz. | 94,5 m | 95,5 m | 875,2 pkt (219,2 pkt) | 45,0 pkt  | Słowenia             |
| 4.      | 7 lutego  | 2024 | Planica     | Srednja skakalnica    | K-95    | HS-102 | indywid.     | 95,5 m | 97,0 m | 242,3 pkt             | 24,0 pkt  | Tina Erzar           |
| 2.      | 9 lutego  | 2024 | Planica     | Srednja skakalnica    | K-95    | HS-102 | druż.        | 92,5 m | 96,0 m | 791,9 pkt (231,3 pkt) | 114,6 pkt | Słowenia             |
| 8.      | 11 lutego | 2024 | Planica     | Srednja skakalnica    | K-95    | HS-102 | druż. miesz. | 92,5 m | 94,0 m | 826,7 pkt (217,2 pkt) | 103,5 pkt | Austria              |

## Puchar Świata

### Miejsca w klasyfikacji generalnej
| Sezon     | Miejsce |
| --------- | ------- |
| 2022/2023 | 51.     |
| 2023/2024 | 50.     |

### Miejsca w poszczególnych konkursachPucharu Świata
stan na 23 lutego 2025
| Źródło | Źródło      | Źródło      | Źródło      | Źródło                 | Źródło                 | Źródło     | Źródło  | Źródło  | Źródło  | Źródło  | Źródło | Źródło | Źródło       | Źródło       | Źródło      | Źródło     | Źródło     | Źródło     | Źródło     | Źródło    | Źródło    | Źródło    | Źródło      | Źródło      | Źródło | Źródło | Źródło | Źródło | Źródło | Źródło | Źródło | Źródło | Źródło | Źródło | Źródło | Źródło | Źródło | Źródło | Źródło | Źródło | Źródło | Źródło | Źródło | Źródło | Źródło | Źródło | Źródło | Źródło | Źródło |
| --- | ----------- | ----------- | ----------- | ---------------------- | ---------------------- | ---------- | ------- | ------- | ------- | ------- | ------ | ------ | ------------ | ------------ | ----------- | ---------- | ---------- | ---------- | ---------- | --------- | --------- | --------- | ----------- | ----------- | ------ | ------ | ------ | ------ | ------ | ------ | ------ | ------ | ------ | ------ | ------ | ------ | ------ | ------ | ------ | ------ | ------ | ------ | ------ | ------ | ------ | ------ | ------ | ------ | ------ |
| Sezon 2022/2023 |             |             |             |                        |                        |            |         |         |         |         |        |        |              |              |             |            |            |            |            |           |           |           |             |             |        |        |        |        |        |        |        |        |        |        |        |        |        |        |        |        |        |        |        |        |        |        |        |        |        |
| Wisła | Wisła       | Lillehammer | Lillehammer | Titisee-Neustadt       | Villach                | Villach    | Ljubno  | Ljubno  | Sapporo | Sapporo | Zaō    | Zaō    | Hinterzarten | Hinterzarten | Willingen   | Willingen  | Hinzenbach | Hinzenbach | Râșnov     | Râșnov    | Oslo      | Oslo      | Lillehammer | Lillehammer | Lahti  | punkty |        |        |        |        |        |        |        |        |        |        |        |        |        |        |        |        |        |        |        |        |        |        |        |
| - | -           | -           | -           | -                      | -                      | -          | -       | -       | q       | -       | 25     | -      | -            | -            | -           | -          | -          | -          | -          | -         | 36        | 39        | 36          | 33          | -      | 6      |        |        |        |        |        |        |        |        |        |        |        |        |        |        |        |        |        |        |        |        |        |        |        |
| Sezon 2023/2024 |             |             |             |                        |                        |            |         |         |         |         |        |        |              |              |             |            |            |            |            |           |           |           |             |             |        |        |        |        |        |        |        |        |        |        |        |        |        |        |        |        |        |        |        |        |        |        |        |        |        |
| Lillehammer | Lillehammer | Engelberg   | Engelberg   | Garmisch-Partenkirchen | Oberstdorf             | Villach    | Villach | Sapporo | Sapporo | Zaō     | Ljubno | Ljubno | Willingen    | Willingen    | Hinzenbach  | Hinzenbach | Lahti      | Oslo       | Oslo       | Trondheim | Trondheim | Vikersund | Planica     | punkty      | punkty | punkty | punkty | punkty | punkty | punkty | punkty | punkty | punkty | punkty | punkty | punkty | punkty | punkty | punkty | punkty | punkty | punkty |        |        |        |        |        |        |        |
| 37 | q           | 31          | q           | q                      | 30                     | q          | 32      | 35      | -       | 37      | -      | -      | -            | -            | -           | -          | 27         | q          | q          | q         | 28        | -         | -           | 8           | 8      | 8      | 8      | 8      | 8      | 8      | 8      | 8      | 8      | 8      | 8      | 8      | 8      | 8      | 8      | 8      | 8      | 8      |        |        |        |        |        |        |        |
| Sezon 2024/2025 |             |             |             |                        |                        |            |         |         |         |         |        |        |              |              |             |            |            |            |            |           |           |           |             |             |        |        |        |        |        |        |        |        |        |        |        |        |        |        |        |        |        |        |        |        |        |        |        |        |        |
| Lillehammer | Lillehammer | Zhangjiakou | Zhangjiakou | Engelberg              | Garmisch-Partenkirchen | Oberstdorf | Villach | Villach | Sapporo | Sapporo | Zaō    | Zaō    | Willingen    | Lake Placid  | Lake Placid | Ljubno     | Ljubno     | Hinzenbach | Hinzenbach | Oslo      | Vikersund | Vikersund | Lahti       | Lahti       | punkty | punkty | punkty | punkty | punkty | punkty | punkty | punkty | punkty | punkty | punkty | punkty | punkty | punkty | punkty | punkty | punkty | punkty | punkty |        |        |        |        |        |        |
| 31 | 22          | 20          | 28          | 15                     | 20                     | 21         | 15      | 25      | 33      | -       | 20     | 29     | 24           | -            | -           | 10         | 11         | 26         | 15         |           |           |           |             |             | 173    | 173    | 173    | 173    | 173    | 173    | 173    | 173    | 173    | 173    | 173    | 173    | 173    | 173    | 173    | 173    | 173    | 173    | 173    |        |        |        |        |        |        |
| Legenda |             |             |             |                        |                        |            |         |         |         |         |        |        |              |              |             |            |            |            |            |           |           |           |             |             |        |        |        |        |        |        |        |        |        |        |        |        |        |        |        |        |        |        |        |        |        |        |        |        |        |
| 1 2 3 4-10 11-30 poniżej 30 dq – dyskwalifikacja q – dyskwalifikacja w kwalifikacjach q – zawodniczka nie zakwalifikowała się - – zawodniczka nie wystartowała |             |             |             |                        |                        |            |         |         |         |         |        |        |              |              |             |            |            |            |            |           |           |           |             |             |        |        |        |        |        |        |        |        |        |        |        |        |        |        |        |        |        |        |        |        |        |        |        |        |        |

### Raw Air

#### Miejsca w klasyfikacji generalnej
| Sezon | Miejsce |
| ----- | ------- |
| 2023  | 39.     |
| 2024  | 42.     |

### Turniej Dwóch Nocy

#### Miejsca w klasyfikacji generalnej
| Sezon     | Miejsce |
| --------- | ------- |
| 2023/2024 | 35.     |
| 2024/2025 | 21.     |

## Letnie Grand Prix

### Miejsca w klasyfikacji generalnej
| Sezon | Miejsce |
| ----- | ------- |
| 2022  | 38.     |
| 2023  | 8.      |
| 2024  | 10.     |

### Miejsca w poszczególnych konkursachLGP
stan po zakończeniu LGP 2024
| 2022 |                  |                  |               |                   |              |                   |        |        |        |        |        |        |        |        |        |        |        |        |        |        |        |        |        |        |        |
| Wisła 23.07 | Wisła 24.07      | Courchevel 06.08 | Râșnov 17.09  | Klingenthal 02.10 | punkty       | punkty            | punkty | punkty | punkty | punkty | punkty | punkty | punkty | punkty | punkty | punkty | punkty | punkty | punkty | punkty | punkty | punkty | punkty |        |        |
| 22 | 21               | 23               | -             | -                 | 27           | 27                | 27     | 27     | 27     | 27     | 27     | 27     | 27     | 27     | 27     | 27     | 27     | 27     | 27     | 27     | 27     | 27     | 27     |        |        |
| 2023 |                  |                  |               |                   |              |                   |        |        |        |        |        |        |        |        |        |        |        |        |        |        |        |        |        |        |        |
| Courchevel 29.07 | Courchevel 30.07 | Szczyrk 05.08    | Szczyrk 06.08 | Râșnov 23.09      | Râșnov 24.09 | Klingenthal 07.10 | punkty | punkty | punkty | punkty | punkty | punkty | punkty | punkty | punkty | punkty | punkty | punkty | punkty | punkty | punkty | punkty | punkty | punkty | punkty |
| 10 | 12               | 7                | 8             | 11                | 11           | 14                | 182    | 182    | 182    | 182    | 182    | 182    | 182    | 182    | 182    | 182    | 182    | 182    | 182    | 182    | 182    | 182    | 182    | 182    | 182    |
| 2024 |                  |                  |               |                   |              |                   |        |        |        |        |        |        |        |        |        |        |        |        |        |        |        |        |        |        |        |
| Courchevel 13.08 | Courchevel 14.08 | Râșnov 21.09     | Râșnov 22.09  | Klingenthal 05.10 | punkty       | punkty            | punkty | punkty | punkty | punkty | punkty | punkty | punkty | punkty | punkty | punkty | punkty | punkty | punkty | punkty | punkty | punkty | punkty |        |        |
| 17 | 20               | 8                | 5             | 19                | 114          | 114               | 114    | 114    | 114    | 114    | 114    | 114    | 114    | 114    | 114    | 114    | 114    | 114    | 114    | 114    | 114    | 114    | 114    |        |        |
| Legenda |                  |                  |               |                   |              |                   |        |        |        |        |        |        |        |        |        |        |        |        |        |        |        |        |        |        |        |
| 1 2 3 4-10 11-30 poniżej 30 dq – dyskwalifikacja q – dyskwalifikacja w kwalifikacjach q – zawodniczka nie zakwalifikowała się - – zawodniczka nie wystartowała |                  |                  |               |                   |              |                   |        |        |        |        |        |        |        |        |        |        |        |        |        |        |        |        |        |        |        |

## Puchar Kontynentalny

### Miejsca w klasyfikacji generalnej
| Sezon     | Miejsce |
| --------- | ------- |
| 2022/2023 | 26.     |

### Miejsca w poszczególnych konkursachPucharu Kontynentalnego
| Źródło                                                                            | Źródło    | Źródło   | Źródło   | Źródło   | Źródło   | Źródło | Źródło | Źródło | Źródło | Źródło | Źródło | Źródło | Źródło | Źródło | Źródło | Źródło | Źródło | Źródło | Źródło | Źródło | Źródło | Źródło | Źródło | Źródło | Źródło | Źródło | Źródło | Źródło | Źródło | Źródło | Źródło | Źródło | Źródło | Źródło | Źródło | Źródło | Źródło | Źródło | Źródło |
| --------------------------------------------------------------------------------- | --------- | -------- | -------- | -------- | -------- | ------ | ------ | ------ | ------ | ------ | ------ | ------ | ------ | ------ | ------ | ------ | ------ | ------ | ------ | ------ | ------ | ------ | ------ | ------ | ------ | ------ | ------ | ------ | ------ | ------ | ------ | ------ | ------ | ------ | ------ | ------ | ------ | ------ | ------ |
| Sezon 2022/2023                                                                   |           |          |          |          |          |        |        |        |        |        |        |        |        |        |        |        |        |        |        |        |        |        |        |        |        |        |        |        |        |        |        |        |        |        |        |        |        |        |        |
| Vikersund                                                                         | Vikersund | Notodden | Notodden | Eisenerz | Eisenerz | Lahti  | Lahti  | punkty | punkty | punkty | punkty | punkty | punkty | punkty | punkty | punkty | punkty | punkty | punkty | punkty | punkty | punkty | punkty | punkty | punkty | punkty |        |        |        |        |        |        |        |        |        |        |        |        |        |
| -                                                                                 | -         | -        | -        | -        | -        | 12     | 5      | 67     | 67     | 67     | 67     | 67     | 67     | 67     | 67     | 67     | 67     | 67     | 67     | 67     | 67     | 67     | 67     | 67     | 67     | 67     |        |        |        |        |        |        |        |        |        |        |        |        |        |
| Legenda                                                                           |           |          |          |          |          |        |        |        |        |        |        |        |        |        |        |        |        |        |        |        |        |        |        |        |        |        |        |        |        |        |        |        |        |        |        |        |        |        |        |
| 1 2 3 4-10 11-30 poniżej 30 dq – dyskwalifikacja - – zawodniczka nie wystartowała |           |          |          |          |          |        |        |        |        |        |        |        |        |        |        |        |        |        |        |        |        |        |        |        |        |        |        |        |        |        |        |        |        |        |        |        |        |        |        |

## Letni Puchar Kontynentalny

### Miejsca w klasyfikacji generalnej
| Sezon | Miejsce |
| ----- | ------- |
| 2021  | 16.     |

### Miejsca na podium w konkursach indywidualnych LPK chronologicznie
| Lp. | Dzień    | Rok  | Miejscowość | Skocznia | Punkt K | HS     | Skok 1 | Skok 2 | Nota      | Lok. | Strata   | Zwyciężczyni     |
| --- | -------- | ---- | ----------- | -------- | ------- | ------ | ------ | ------ | --------- | ---- | -------- | ---------------- |
| 1.  | 17 lipca | 2021 | Kuopio      | Puijo    | K-92    | HS-100 | 91,5 m | 93,5 m | 203,1 pkt | 3.   | 18,1 pkt | Marija Jakowlewa |

### Miejsca w poszczególnych konkursachLetniego Pucharu Kontynentalnego
| Źródło                                                                            | Źródło | Źródło | Źródło | Źródło | Źródło | Źródło | Źródło | Źródło | Źródło | Źródło | Źródło | Źródło | Źródło | Źródło | Źródło | Źródło | Źródło | Źródło | Źródło | Źródło | Źródło | Źródło | Źródło | Źródło | Źródło | Źródło |
| --------------------------------------------------------------------------------- | ------ | ------ | ------ | ------ | ------ | ------ | ------ | ------ | ------ | ------ | ------ | ------ | ------ | ------ | ------ | ------ | ------ | ------ | ------ | ------ | ------ | ------ | ------ | ------ | ------ | ------ |
| 2021                                                                              |        |        |        |        |        |        |        |        |        |        |        |        |        |        |        |        |        |        |        |        |        |        |        |        |        |        |
| Kuopio                                                                            | Kuopio | Râșnov | Râșnov | Oslo   | Oslo   | punkty | punkty | punkty | punkty | punkty | punkty | punkty | punkty | punkty | punkty | punkty | punkty | punkty | punkty | punkty | punkty | punkty | punkty | punkty |        |        |
| 7                                                                                 | 3      | -      | -      | -      | -      | 96     | 96     | 96     | 96     | 96     | 96     | 96     | 96     | 96     | 96     | 96     | 96     | 96     | 96     | 96     | 96     | 96     | 96     | 96     |        |        |
| Legenda                                                                           |        |        |        |        |        |        |        |        |        |        |        |        |        |        |        |        |        |        |        |        |        |        |        |        |        |        |
| 1 2 3 4-10 11-30 poniżej 30 dq – dyskwalifikacja - – zawodniczka nie wystartowała |        |        |        |        |        |        |        |        |        |        |        |        |        |        |        |        |        |        |        |        |        |        |        |        |        |        |

## FIS Cup

### Miejsca w klasyfikacji generalnej
| Sezon     | Miejsce |
| --------- | ------- |
| 2021/2022 | 58.     |
| 2022/2023 | 33.     |

### Miejsca w poszczególnych konkursachFIS Cupu
| Źródło                                                                            | Źródło  | Źródło     | Źródło     | Źródło    | Źródło    | Źródło     | Źródło     | Źródło  | Źródło  | Źródło  | Źródło  | Źródło  | Źródło  | Źródło     | Źródło     | Źródło   | Źródło  | Źródło  | Źródło  | Źródło  | Źródło | Źródło | Źródło | Źródło | Źródło | Źródło | Źródło | Źródło | Źródło | Źródło | Źródło | Źródło | Źródło | Źródło | Źródło | Źródło | Źródło | Źródło | Źródło |
| --------------------------------------------------------------------------------- | ------- | ---------- | ---------- | --------- | --------- | ---------- | ---------- | ------- | ------- | ------- | ------- | ------- | ------- | ---------- | ---------- | -------- | ------- | ------- | ------- | ------- | ------ | ------ | ------ | ------ | ------ | ------ | ------ | ------ | ------ | ------ | ------ | ------ | ------ | ------ | ------ | ------ | ------ | ------ | ------ |
| Sezon 2021/2022                                                                   |         |            |            |           |           |            |            |         |         |         |         |         |         |            |            |          |         |         |         |         |        |        |        |        |        |        |        |        |        |        |        |        |        |        |        |        |        |        |        |
| Otepää                                                                            | Otepää  | Kuopio     | Kuopio     | Gérardmer | Gérardmer | Einsiedeln | Einsiedeln | Ljubno  | Ljubno  | Villach | Villach | Falun   | Falun   | Kandersteg | Kandersteg | Zakopane | Villach | Villach | Oberhof | Oberhof | punkty | punkty | punkty | punkty | punkty | punkty | punkty | punkty | punkty | punkty | punkty | punkty | punkty | punkty | punkty | punkty | punkty | punkty | punkty |
| -                                                                                 | -       | 4          | 5          | -         | -         | -          | -          | -       | -       | -       | -       | -       | -       | -          | -          | -        | -       | -       | -       | -       | 95     | 95     | 95     | 95     | 95     | 95     | 95     | 95     | 95     | 95     | 95     | 95     | 95     | 95     | 95     | 95     | 95     | 95     | 95     |
| Sezon 2022/2023                                                                   |         |            |            |           |           |            |            |         |         |         |         |         |         |            |            |          |         |         |         |         |        |        |        |        |        |        |        |        |        |        |        |        |        |        |        |        |        |        |        |
| Szczyrk                                                                           | Szczyrk | Einsiedeln | Einsiedeln | Kranj     | Kranj     | Villach    | Villach    | Szczyrk | Szczyrk | Villach | Villach | Oberhof | Oberhof | punkty     | punkty     | punkty   | punkty  | punkty  | punkty  | punkty  | punkty | punkty | punkty | punkty | punkty | punkty | punkty | punkty | punkty | punkty | punkty | punkty |        |        |        |        |        |        |        |
| -                                                                                 | -       | 17         | 13         | 21        | 11        | 18         | 10         | -       | -       | -       | -       | -       | -       | 107        | 107        | 107      | 107     | 107     | 107     | 107     | 107    | 107    | 107    | 107    | 107    | 107    | 107    | 107    | 107    | 107    | 107    | 107    |        |        |        |        |        |        |        |
| Legenda                                                                           |         |            |            |           |           |            |            |         |         |         |         |         |         |            |            |          |         |         |         |         |        |        |        |        |        |        |        |        |        |        |        |        |        |        |        |        |        |        |        |
| 1 2 3 4-10 11-30 poniżej 30 dq – dyskwalifikacja - – zawodniczka nie wystartowała |         |            |            |           |           |            |            |         |         |         |         |         |         |            |            |          |         |         |         |         |        |        |        |        |        |        |        |        |        |        |        |        |        |        |        |        |        |        |        |